# Sporting Gijón
Real Sporting de Gijón, im deutschen Sprachraum allgemein bekannt als Sporting Gijon, ist ein Fußballverein aus dem spanischen Gijón in der autonomen Gemeinschaft Asturien. Der Verein wurde 1905 gegründet und spielt in der Segunda División. Der Verein ist eine von wenigen Mannschaften in Spanien, die nie unterhalb der zweiten Liga gespielt haben.

## Geschichte
Der Verein wurde am 1. Juni 1905 als Sporting Gijonés gegründet. Im Jahr 1912 erlaubte der spanische König Alfons XIII. unter seinem Patronat den Beinamen Real („königlich“) zu tragen und der Verein nannte sich fortan Real Sporting Club Gijonés und ab 1916 Real Sporting de Gijón, bis zum Verbot von fremdsprachigen Wörtern in Clubnamen im Jahr 1941. Der Verein firmierte dann unter dem Namen Real Gijón.
Nachdem man, seit der Zulassung zu offiziellen Ligaspielen, immer in der Segunda División spielte, gelang zur Saison 1944/45 erstmals der Aufstieg in die Primera División, nachdem Gijón zuvor mehrfach als Meister der Segunda División den Aufstieg in den Playoffs verpasst hatte.
Der Verein pendelte lange zwischen der ersten und der zweiten Liga und konnte sich Anfang der 1970er Jahre in La Liga etablieren. Bis zur Saison 1997/98 konnte er sich mit nur einer einjährigen Unterbrechung in der höchste Spielklasse halten und qualifizierte sich mehrfach für den UEFA-Pokal. Größte Erfolge blieben dabei die spanische Vizemeisterschaft in der Saison 1978/79 und zwei Finalteilnahmen in der Copa del Rey.
Nach dem Abstieg in die zweite Liga konnte sich der Verein nur selten in die obere Tabellenhälfte spielen, schaffte aber zur Saison 2008/09 wieder den Aufstieg in die Primera División, in der sie vier Jahre lang verbleiben konnten, ehe die Mannschaft dann 2012 den Gang in die Zweitklassigkeit antreten musste.
2015 stieg die Mannschaft als Tabellenzweiter der Segunda División wieder in die Primera División auf.
In der Saison 2016/17 stieg sie dann allerdings wieder als Tabellen 18. in die Segunda División ab.

## Europapokalbilanz
| Saison  | Wettbewerb | Runde    | Gegner              | Gesamt          | Hin     | Rück          |
| ------- | ---------- | -------- | ------------------- | --------------- | ------- | ------------- |
| 1978/79 | UEFA-Pokal | 1. Runde | Torino Calcio       | 3:1             | 3:0 (H) | 0:1 (A)       |
| 1978/79 | UEFA-Pokal | 2. Runde | Roter Stern Belgrad | 1:2             | 0:1 (H) | 1:1 (A)       |
| 1979/80 | UEFA-Pokal | 1. Runde | PSV Eindhoven       | 0:1             | 0:0 (H) | 0:1 (A)       |
| 1980/81 | UEFA-Pokal | 1. Runde | Bohemians ČKD Prag  | 3:4             | 1:3 (A) | 2:1 (H)       |
| 1985/86 | UEFA-Pokal | 1. Runde | 1. FC Köln          | 1:2             | 0:0 (A) | 1:2 (H)       |
| 1987/88 | UEFA-Pokal | 1. Runde | AC Mailand          | 1:3             | 1:0 (H) | 0:3 (A)       |
| 1991/92 | UEFA-Pokal | 1. Runde | FK Partizan Belgrad | 2:2 (3:2 i. E.) | 2:0 (H) | 0:2 n. V. (A) |
| 1991/92 | UEFA-Pokal | 2. Runde | Steaua Bukarest     | 2:3             | 2:2 (H) | 0:1 (A)       |

Gesamtbilanz: 16 Spiele, 4 Siege, 4 Unentschieden, 8 Niederlagen, 13:18 Tore (Tordifferenz −5)

## Stadion
Das Estadio Municipal El Molinón fasst 29.538 Zuschauer und wurde im Jahr 1908 eröffnet. Es war Austragungsort während der Fußball-Weltmeisterschaft 1982 und Wettkampfstätte mehrerer Länderspiele der spanischen Nationalmannschaft. Besondere Bekanntheit erlangte der Schauplatz durch die sogenannte Schande von Gijón.

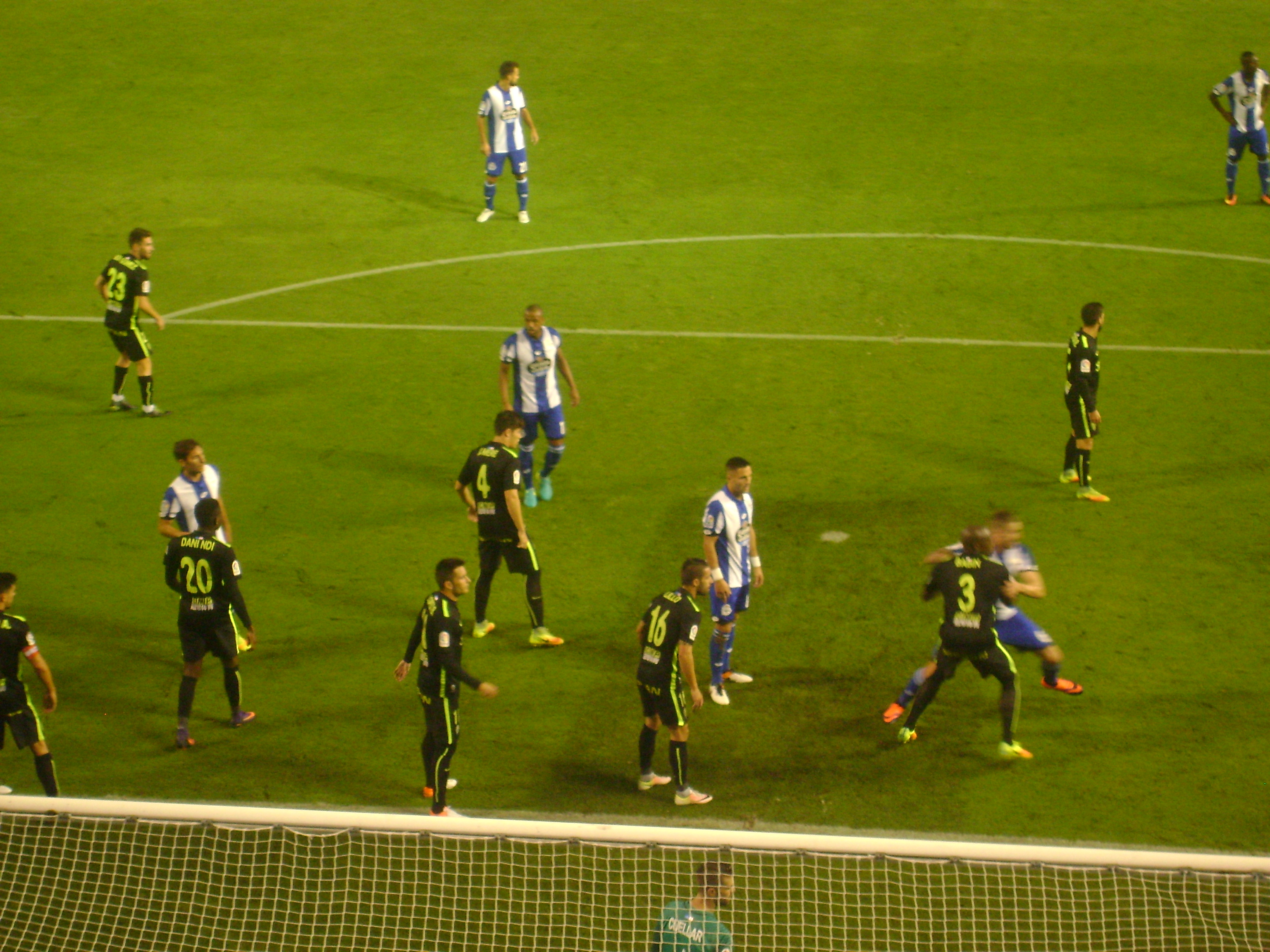
Deportivo La Coruña vs. Sporting Gijón

## Ehemalige Spieler
- Juan Carlos Ablanedo
- Miguel Ángel Angulo
- Pablo Amo
- Mate Bilić
- Edwin Congo
- Luis Enrique
- Abelardo Fernández
- Enzo Ferrero
- Antonio Maceda
- Quini
- Secundino Suárez
- Francisco Álvarez Uría
- David Villa
- Fernando Gomes

## Ehemalige Trainer
- Juan José Nogués (1952–1954)
- Mundo (1958–1959)
- Vicente Miera (1977–1979, 1980–1982)
- Vujadin Boškov (1982–1984)
- Mariano García Remón (1993–1995)
- Benito Floro (1996–1997)
- Rubi (2017)
- Rubén Baraja (2017–2018)